# Preča
Preča ili vratilo naziv je gimnastičku sprave u obliku oble čelične motke, pritke, učvršćene na dva stupa na 225 centimetara od tla. ↓bilj1 Pritom je elastična poprečna pritka duga 240 cm i promjera 2,8 cm.
Na njoj gimnastičari  izvode istoimenu vježbu u kojoj izvode povezane i čiste elemente njihanja i pri tome ne smiju dodirnuti preču svojim tijelom. Mora pokazati promjene hvata tijekom izvedbe, pokrete njihanja prema naprijed i unazad, elemente leta pri kojima pušta i ponovno hvata preču. Saskok sa sprave je važan dio cjelokupne izvedbe i predstavlja završnu sastavnicu vježbe. Saskok ima akrobatska obilježja.
Preča je šesta, posljednja sprava u gimnastičkom višeboju. Nazivaju je i “kraljevskom disciplinom” jer su vježbe koje se na njoj izvode vrlo atraktivne. Tako u letačkim sastavnicama vjžbe gimnastičari mogu doseći i 5 metara visine. Za karakteristične promjene hvata tijekom vježbi potrebna je fleksibilnost ruku i ramenog pojasa.

## Povijest
Prečom su se služili akrobati u Antičkoj Grčkoj i Rimu i tijekom Srednjeg vijeka u svojim nastupima. U gimnastički šport uveo ju je Johann Christoph Friedrich GutsMuths u svojoj knjizi Gymnastik für die Jugend (Gimnastika za mladež) iz 1793. godine, što je nadahnulo Friedricha Ludwiga Jahna na njezin daljnji razvoj.